# Macaca radiata
El macaco coronado o de Madras (Macaca radiata) es una especie de primate catarrino de la familia Cercopithecidae endémico del sur de India. La invasión humana acelerada en las últimas décadas ha generado preocupación por el destino de la especie en su medio natural.
La especie es tanto arborícola como terrestre. Se le encuentra en todo tipo de bosques, desde matorrales hasta bosques perennes y bosques caducifolios, plantaciones, tierras cultivables y áreas urbanas, tolerando bien los hábitats perturbados por la actividad humana. Se ubica a elevaciones por debajo de los 2000 metros, pero puede hallarse hasta los 2600 metros de altura.
Se alimenta principalmente de frutas (frugívoro), prefiriendo los frutos maduros, pero también puede comer hojas, insectos, y asaltar campos cultivados con patatas, zanahorias, guisantes, rábanos, frijoles, coliflor, cereales, arroz, cacahuete, calabacín, coco y granos de café.
Se reconocen dos subespecies:
- Macaca radiata radiata
- Macaca radiata diluta.